# Europe
Europe es una banda sueca de rock fundada en la localidad de Upplands Väsby, un suburbio de Estocolmo, en 1979 bajo el nombre de Force por el vocalista Joey Tempest y el guitarrista John Norum. Su estilo incorpora elementos del hard rock y el heavy metal. Durante los '80 y principios de los '90 estuvieron influenciados por el glam metal de la época, aunque su sonido estaba más cercano al metal melódico. Desde su regreso en 2003 y hasta la actualidad, su música maduró alejándose del sonido que les había caracterizado durante los ochenta, adoptando un estilo menos comercial y más arraigado al heavy metal. En total, Europe ha lanzado once álbumes de estudio, tres álbumes en concierto, tres recopilaciones y diecisiete vídeos musicales.
Europe logró reconocimiento internacional en la década de los 80 con su tercer álbum The Final Countdown (1986), con un notable éxito comercial y vendió más de 15.5 millones de copias solo en Estados Unidos. La banda fue uno de los más exitosos espectáculos de rock en la década y vendió más de veinte millones de álbumes en ese país y más de 60 millones de álbumes alrededor del mundo. El grupo tuvo en total dos discos en el Top 20 en la lista de Billboard 200 (The Final Countdown y Out of This World) y dos sencillos en el Top 10 de Billboard Hot 100 ("The Final Countdown" y "Carrie").
A raíz de  la significativa pérdida de popularidad que afectó al género a inicios de los 90, Europe se tomó un largo receso en 1992, reuniéndose temporalmente en una única presentación en Estocolmo, para una celebración del año nuevo en 1999.
La anunciada y esperada reunión oficial ocurrió en 2003. Desde entonces, y bajo un nuevo estilo, han publicado seis discos más: Start from the Dark (2004), Secret Society (2006), Last Look at Eden  (2009),  Bag of Bones (2012), War of Kings (2015) y Walk the Earth (2017).

## Historia

### Primeros años: Force (1979-1982)
En 1978 Joey Tempest (en ese entonces Joakim Larsson) fue a ver un concierto de otra banda local, WC. Quedó particularmente impresionado por su guitarrista. "Cuando yo tenía 15 años, descubrí un guitarrista, un año menor que yo, que tocaba su instrumento con el corazón y el alma, y con un blues sensacional que nunca había oído en un músico sueco. Su nombre era John Norum y después de ese día nada volvería a ser lo mismo" - explicó en una entrevista.
Joakim y John pronto se hicieron buenos amigos, gracias a su interés común por la música y las motocicletas.
En 1979, se le pidió a Larsson unirse a la banda de Norum, WC. Él aceptó, y sugirió que el grupo podía cambiar su nombre.
La primera encarnación de la banda fue llamada Force, y fue fundada en el suburbio de Upplands Väsby, Estocolmo. Estuvo integrada por el vocalista y teclista Joakim Larsson, el guitarrista John Norum, el bajista Peter Olsson y el baterista Tony Reno. El nombre fue sugerido por el propio Larsson a Norum, después de escuchar el álbum “Force it” (1975), del grupo UFO, el cual le resultó fascinante.
“Recuerdo cuando empezamos con la banda Force, tocábamos covers en un cuarto de ensayo porque queríamos aprender a tocar nuestros instrumentos, como todas las bandas”, dijo Tempest. “Entonces un día dijimos que tal vez deberíamos hacer nuestras propias cosas. Nadie tenía ideas, por lo que yo interpuse las mías en la sala de ensayos, y es entonces cuando empezamos a escribir nuestras propias cosas”.
Con dicha formación, se presentaron en festivales y distintos clubes nocturnos de su país natal. Force vendió algunos demos a algunas compañías de discos locales, pero se les dijo que para publicar su trabajo debían cortarse el pelo y cantar en sueco.
Dos años más tarde, sin que la banda se hiciera aún un hueco importante, Olsson los abandonó por problemas personales con Larsson, siendo sustituido por John Levén.
Apenas un par de meses antes, Levén estuvo en Rising Force de Yngwie Malmsteen mientras el bajista Marcel Jacob se incorporó brevemente a Force. Esto fue únicamente por tres meses: al parecer, Levén tenía problemas con Malmsteen, así que él y Jacob negociaron intercambiarse una vez más y de forma definitiva.
En 1982, la novia de Larsson los inscribió en el concurso de talentos de rock nacional “Rock -SM", y una vez más Joakim sugirió un cambio de nombre al grupo, esta vez al actual Europe, inspirado en el álbum de Deep Purple en directo "Made in Europe". Para esta misma época Joakim Larsson adoptó el nombre artístico de Joey Tempest.
Compitieron contra 4000 bandas, y allí ellos ganaron con dos canciones,, "In the Future to Come" y "The King Will Return". El premio fue un contrato con Hot Records. Tempest ganó el premio de “Mejor Cantante”, y Norum el de “Mejor Guitarrista” '.

### Álbum debut y Wings Of Tomorrow (1983–1985)
En el año 1983, la banza lanzó su auto titulado álbum debut, el cual se vendió muy bien en Suecia y Japón. El disco alcanzó un notable número 8 en listados suecos y el sencillo "Seven Doors Hotel" llegó al top 10 en listados de Japón.
El segundo disco Wings of Tomorrow fue lanzado justo un año después en 1984 y su sencillo "Open Your Heart" mostró interés para CBS Records quines le ofrecieron un contrato internacional en 1985. “Pienso que uno de los álbumes más importantes fue Wings of Tomorrow”, comentó Tempest, “Estábamos aprendiendo a escribir canciones y John empezó a tocar algunas cosas realmente interesantes en la guitarra. Nos convertimos en una banda mejor, y esa fue una buena época para la banda”.
La incorporación del teclista Mic Michaeli fue otro punto acertado en la dirección que llevaba Europe, y le permitió a Tempest concentrarse únicamente en cantar y componer. Originalmente, Michaeli los acompañó únicamente en las giras de conciertos, hasta convertirse en un miembro oficial y permanente en muy poco tiempo. Adicionalmente, Michaeli demostró gran habilidad en escribir canciones. Al mismo tiempo, Tony Reno fue despedido debido a su falta de motivación y a la supuesta pérdida de ritmo en los ensayos. Su reemplazo fue Ian Haugland.
En 1985, Europe grabó la banda sonora de la película On the Loose, la cual les dio el éxito posterior con "Rock the Night".
Algunos meses más tarde. Tempest participó escribiendo un tema para el proyecto de caridad sueco para la hambruna en Etiopía, llamado Swedish Metal Aid. Compuso "Give a Helping Hand", el cual presentó a las mayores estrellas de rock y metal de Suecia. El disco fue producido por el guitarrista de Easy Action, Kee Marcello, quien solo un año después sería un miembro oficial de Europe.

### The Final Countdown: El éxito internacional (1986–1987)

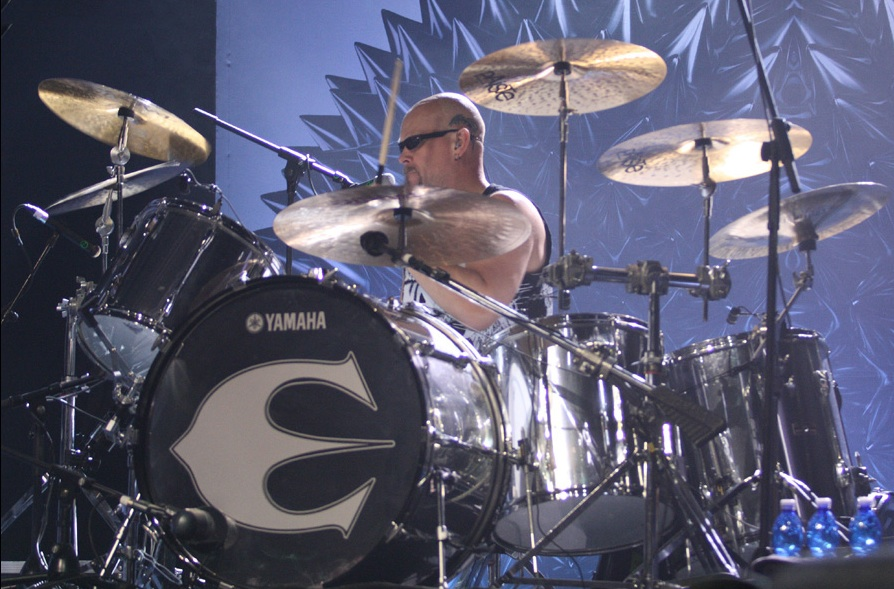
Ian Haugland

En septiembre de 1985, Europe empezó a grabar su siguiente disco con el productor de Journey, Kevin Elson. El resultado fue el célebre The Final Countdown. Lanzado el 26 de mayo de 1986, el álbum le dio a la banda su lugar en el mercado internacional, y fue certificado como Triple Platino en Estados Unidos. y alcanzó el número 8 en el Billboard 200 chart.
La canción tema, fue basada en un riff de teclado que compuso Tempest entre 1981 y 1982, y fue publicada como el primer sencillo con un éxito sin precedentes para un grupo de rock sueco alrededor del mundo, llegando a ser número 1 en 25 países, tales como el Reino Unido, Francia y Alemania.
Mientras tanto, la power ballad "Carrie", alcanzó el número 3 en la lista Billboard Hot 100 chart, siendo su mayor éxito en dicha lista a la fecha. "Cherokee" y el regrabado "Rock the Night" fueron otros de sus éxitos del disco.
A pesar del éxito, John Norum no se encontró satisfecho con el nuevo estilo musical de Europe, con una producción dominada por el uso de teclados en disminución de su aporte en la guitarra, así como la nueva imagen comercializada, así que decidió abandonarlos en noviembre de 1986 para iniciar su carrera en solitario. En una entrevista expresó con dureza su grado de insatisfacción. ”No me gustó mucho la dirección en la que iba la banda", dijo Norum. "Nos convertimos en este grupo para adolescentes, una banda de goma de mascar y odiaba toda la imagen, spandex y cosas tipo perro lanudo de rock. Yo estaba más en lo más pesado, material orientado a la guitarra y parecía que los teclados se estaban tomando más y más, y cada vez eran más comerciales. Así que decidí salir. Solo quería seguir adelante y hacer algo".
A Kee Marcello se le consultó si quería reemplazarlo, y después de alguna consideración, se incorporó a la banda. Marcello entró justo en el pico comercial de Europe: participó en tres vídeos de sencillos de The Final Countdown y en la exitosa gira por Europa y Estados Unidos que lo sucedió en 1987.

### Out of This World (1988–1990)
El siguiente trabajo fue titulado Out of This World publicado en 1988. El mayor hit del álbum fue "Superstitious" que alcanzó el número 31 en la Billboard Hot 100 y el número 9 en el Mainstream Rock Tracks. "Superstitious" fue su último tema en listas americanas. El álbum fue certificado platino en Estados Unidos y alcanzó el número 19 en la Billboard 200t. Una nueva gira lo sucedió por Estados Unidos, junto con Def Leppard y un concierto masivo en el National Bowl ein Milton Keynes, Inglaterra con Bon Jovi, Skid Row y Vixen.

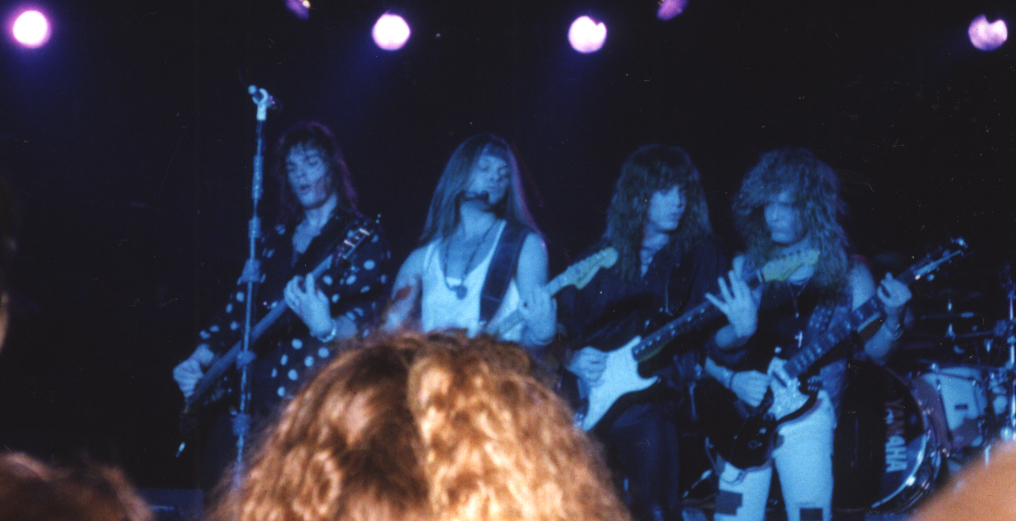
Europe en Hamburgo 1992

En septiembre de 1989, Europe hizo un show en el club Whisky a Go Go en West Hollywood, California bajo el pseudónimo de Le Baron Boys. Ese nombre fue utilizado más tarde por una edición bootleg, que contiene grabaciones de demo grabadas entre 1989-90.
En febrero de 1990 la banda participó en el Festival Internacional de La Canción de Viña Del Mar, durante el cual tienen una increíble y notable presentación con gran éxito de sintonía lo cual hace que la banda se presente en dos oportunidades siendo premiado por el público con la Antorcha de Plata.

### Priosioners in Paradise: Decadencia y descanso indefinido (1991–1992)
En 1991 publicaron su álbum Prisoners in Paradise, pero recibió una atención muy limitada debido al “boom” mediático del movimiento de rock alternativo (grunge) que afectó negativamente a todos los artistas ajenos al género a inicios de los 90.
El éxito de bandas como Nirvana, Soundgarden y Pearl Jam eclipsó por completo a las agrupaciones glam metaleras de los 80, y muchas desaparecieron, entre ellas la propia Europe.
A pesar de que las ventas fueron comparativamente bajas con respecto a sus anteriores publicaciones, el sencillo "I'll Cry for You" alcanzó un digno número 28 en listados del Reino Unido, prácticamente el último éxito notable que lograron en charts fuera de Suecia.
En el Año Nuevo de 1991, Europe se separó luego de un show en el Tokyo Dome, Japón, en una actuación junto a Tesla, Thunder y Metallica. El concierto, casualmente, tuvo el nombre de "Final Countdown '91".
Después de diez años con altibajos comerciales, grabando o de gira, Europe se tomó un descanso al final de la gira de 1992. Los integrantes se sentían algo agotados de ese ritmo de vida, y la popularidad del grupo había decaído por completo. “Recuerdo que en el autobús después de la gira estábamos hablando cuando todo esto estaba pasando y creo que era el momento, con el consenso de la banda, que realmente nos sentíamos listos para tomarnos un descanso ", dijo Tempest. "Sentimos que era momento de establecerse y yo estaba realmente con la idea de hacer mi propio álbum en solitario”. En esa ocasión, Tempest y Marcello publicaron sus álbumes en solitario, mientras los otros miembros se integraron en diferentes proyectos con otras bandas.

### Reunión: El regreso de John Norum (1998-1999)

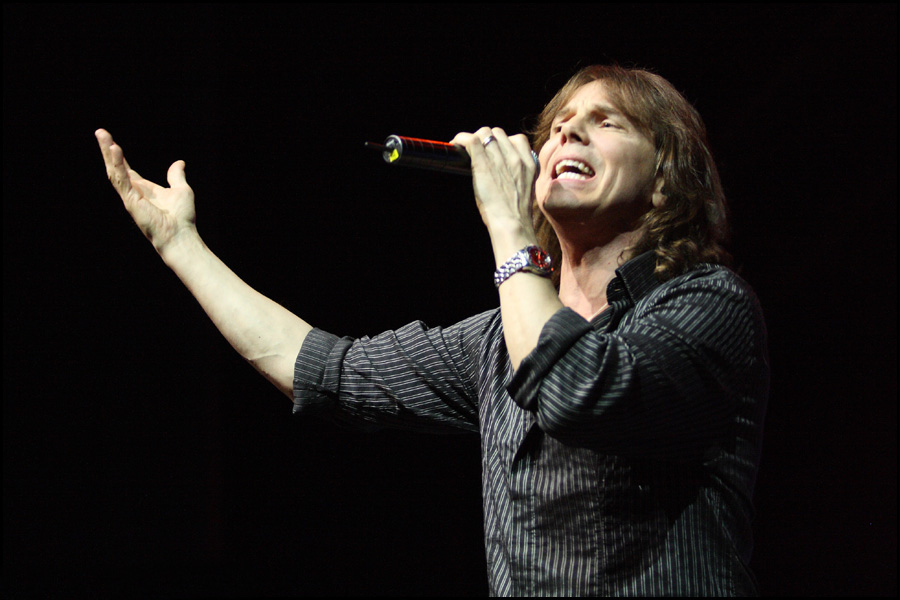
Joey Tempest

Los miembros del grupo empezaron a discutir la posibilidad de una reunión de Europe a partir de 1998. "Mic e Ian me empezaron a visitar en Irlanda”, comentó Tempest, “Entonces mientras estábamos allí, John Norum llamó desde Los Ángeles, y estábamos como 'Sí, tal vez ahora es el momento adecuado para que las cosas comenzaran de nuevo' ". Para las celebraciones del año 2000, Europe fue convocado para un concierto en Estocolmo. Ese sería el primer y único concierto del grupo con el dúo de guitarristas de John Norum y Kee Marcello. Allí tocaron “Rock the Night” y “The Final Countdown”.

### Start from the Dark: Un nuevo sonido (2003-2005)
A través de los años, los rumores de una reunión se acrecentaron, y el 2 de octubre de 2003, el anuncio se hizo oficial: Europe anunció planes de grabar un nuevo álbum y un tour mundial. El nuevo line-up fue el clásico con John Norum como único guitarrista. "No cabe duda de que quería que John regresara, y John quería volver ", dijo Tempest. "Para mí era importante conseguir otra vez esa chispa que teníamos antes”.
Kee Marcello, en cambio, declaró que estaba muy ocupado con sus propios proyectos. "Yo les dije que no quería participar en un (nuevo) álbum de estudio porque musicalmente, quiero ir en un tipo dirección diferente que la que muestra Europe”, manifestó en una entrevista. “Entonces hablamos por algún tiempo de hacer un tour de seis piezas – no hubo forma por diferentes razones”.
La composición del nuevo álbum Start from the Dark, comenzó a inicios de 2003. “Era sólo cuestión de seguir adelante y escribiendo canciones para el nuevo álbum" comentó Tempest, "que siempre fue nuestra intención. Pensamos que si íbamos a hacer una reaparición, queríamos hacerlo bien, y eso lo que significó es que queríamos escribir y grabar algunas canciones nuevas, un nuevo álbum”.

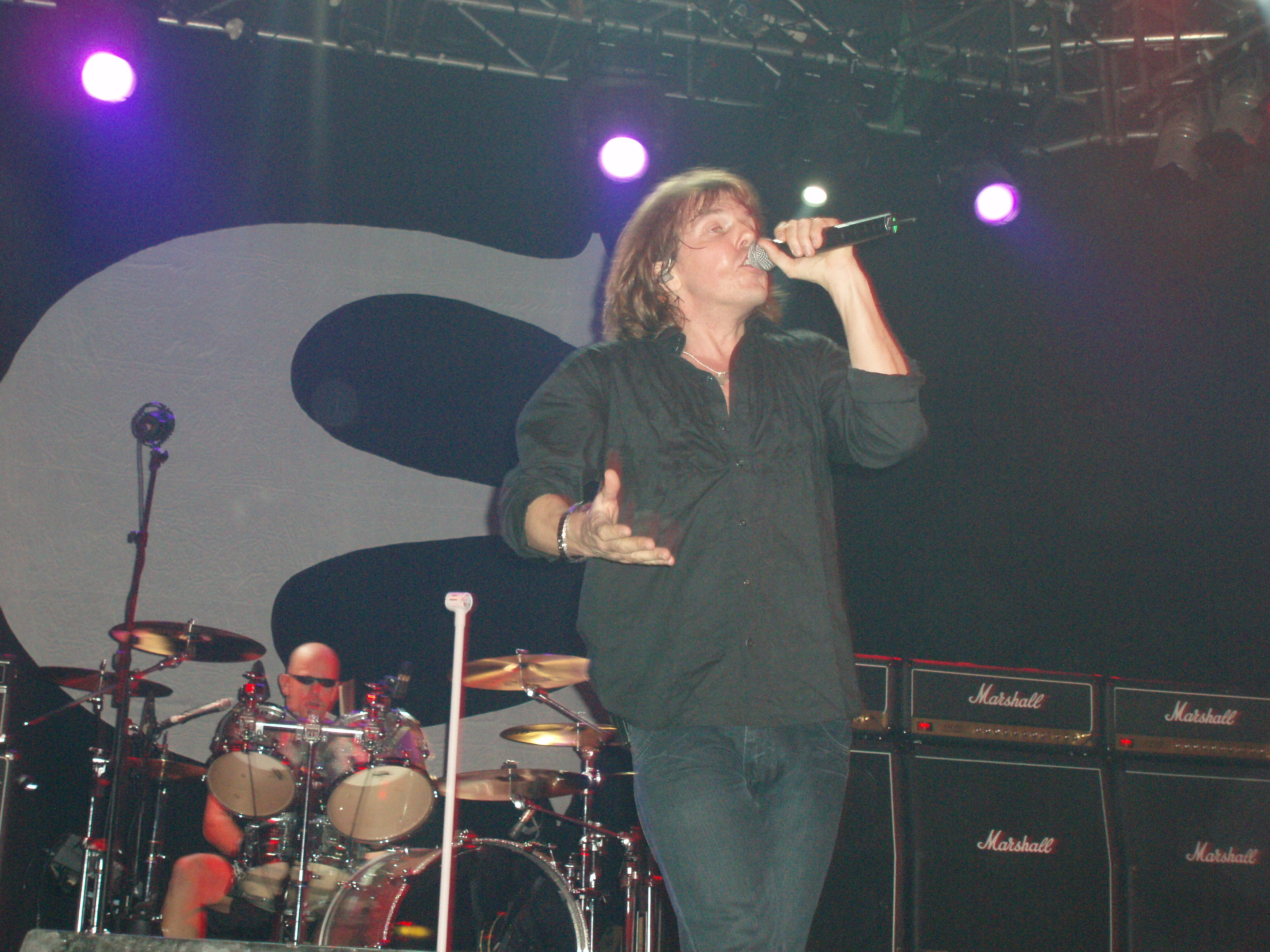
Europe en 2007

Para la grabación de Start from the Dark, decidieron trabajar con el productor Kevin Elson, quien también lo hizo en The Final Countdown. "Nosotros bien podríamos ir con un productor más joven, o podemos ir con alguien que conocíamos, alguien con experiencia que esté en la misma onda que la banda. Así que al final decidimos que Kevin sería la elección perfecta”, puntualizó Tempest.
En el verano de 2004, Europe realizó presentaciones en distintos festivales a través del continente europeo. El repertorio de temas incluyeron temas del nuevo disco Start from the Dark. Dicho álbum fue lanzado el 22 de septiembre de 2004, el mismo día que Norum fue padre. Start from the Dark presentó un sonido más moderno comparado con los de trabajos previos. “Quisimos hacer algo que por lo menos fuera un poco relevante ahora; un poco de una mezcla seca, desafinando un poquito”, aseguró Tempest. “Nos sentíamos tan cómodos que no quisimos hacer un álbum de los 80 por sí mismo, acabamos por querer comenzar como una banda fresca realmente”. Finalmente, el álbum solo vendió 600,000 copias alrededor del mundo, cifra muy inferior al de discos anteriores.

### Secret Society(2006-2008)
El séptimo álbum fue llamado, Secret Society publicado el 26 de octubre de 2006. "Creemos que es uno de los álbumes más fuertes de Europe que se hayan hecho", comentó el vocalista Joey Tempest, "Hay definitivamente más materia melódica en esto. Start from the Dark era muy crudo e hizo una declaración, la cual es buena, pero para nosotros se sentía como un álbum debut en cierta manera, así que nosotros queríamos ampliar un poquito en éste y llevarlo a nuevos niveles".
El 26 de enero de 2008, Europe hizo un concierto semi-acústico en Nalen, Estocolmo, llamando al evento Almost Unplugged. El grupo fue acompañado por un cuarteto de cuerdas que interpretaron versiones de sus propias canciones, así como lo hicieron también con composiciones de bandas que influenciaron el sonido de Europe por años, tales como Pink Floyd, UFO, Led Zeppelin y Thin Lizzy.

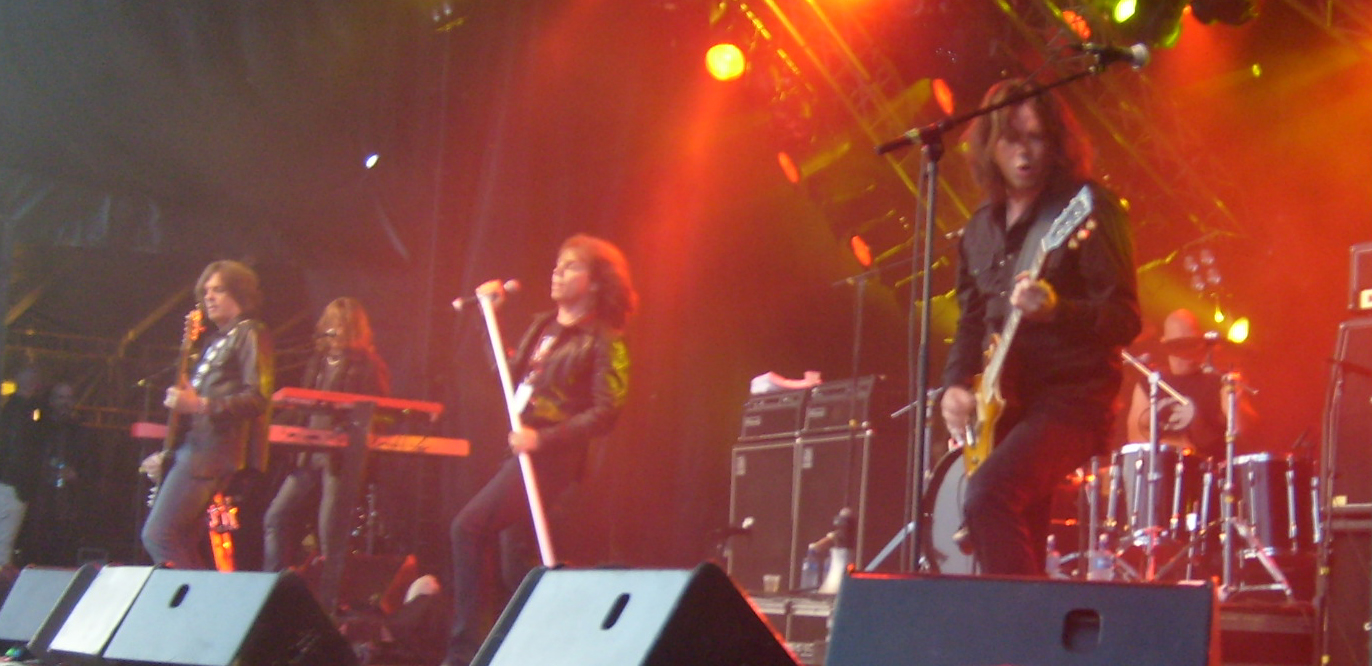
Europe en 2008

El álbum debutó en el número 26 de los listados suecos (Swedish Album Chart) y llegó como máximo al número 26 en la siguiente semana.
El 23 de julio de 2008, compartieron créditos en un concierto con Whitesnake en Padua, Italia. Durante la intervención de Whitesnake con su clásico "Still of the Night ", Joey Tempest interpretó junto a David Coverdale en el escenario para los últimos coros. En agosto de 2008, Europe fue parte del acto de apertura para Deep Purple para dos conciertos en Suecia, en las ciudades de Linköping el 8 de agosto y Ystad el 9 de agosto. John Norum tocó junto a Deep Purple en el escenario la canción "Smoke on the Water".

### Last Look at Eden(2009-2011)
El octavo álbum de Europe fue llamado Last Look at Eden, lanzado el 9 de septiembre de 2009 La canción que le da nombre, "Last Look at Eden", fue publicada como un sencillo el 8 de junio., y el 3 de septiembre se lanzó "New Love In Town", ambas acompañadas de su respectivo vídeoclip oficial.
El grupo lo ha descrito como un álbum moderno de rock retro. "Esta vez, estamos tomando nuevos rumbos con nuestras canciones, y estamos explorando diferentes estilos musicales", afirmaron los músicos. "Hay un ambiente definido de rock clásico en algunos de los temas... malditas canciones de rock de los 70's - pero las que hemos traído aquí y ahora".
Después de una semana de su lanzamiento en Suecia, este álbum debutó en el puesto N.º 1 en los charts del país (Sverigetopplistan) por sus ventas masivas. En el Reino Unido, en cambio, tuvo un éxito muy discreto (N.º 125 en listas).
A finales de 2009, Europe fue nominado a un Premio Grammy en su país natal y logró un disco de oro por las ventas de Last Look at Eden.

### Bag of Bones: Rock y Blues (2012-2014)

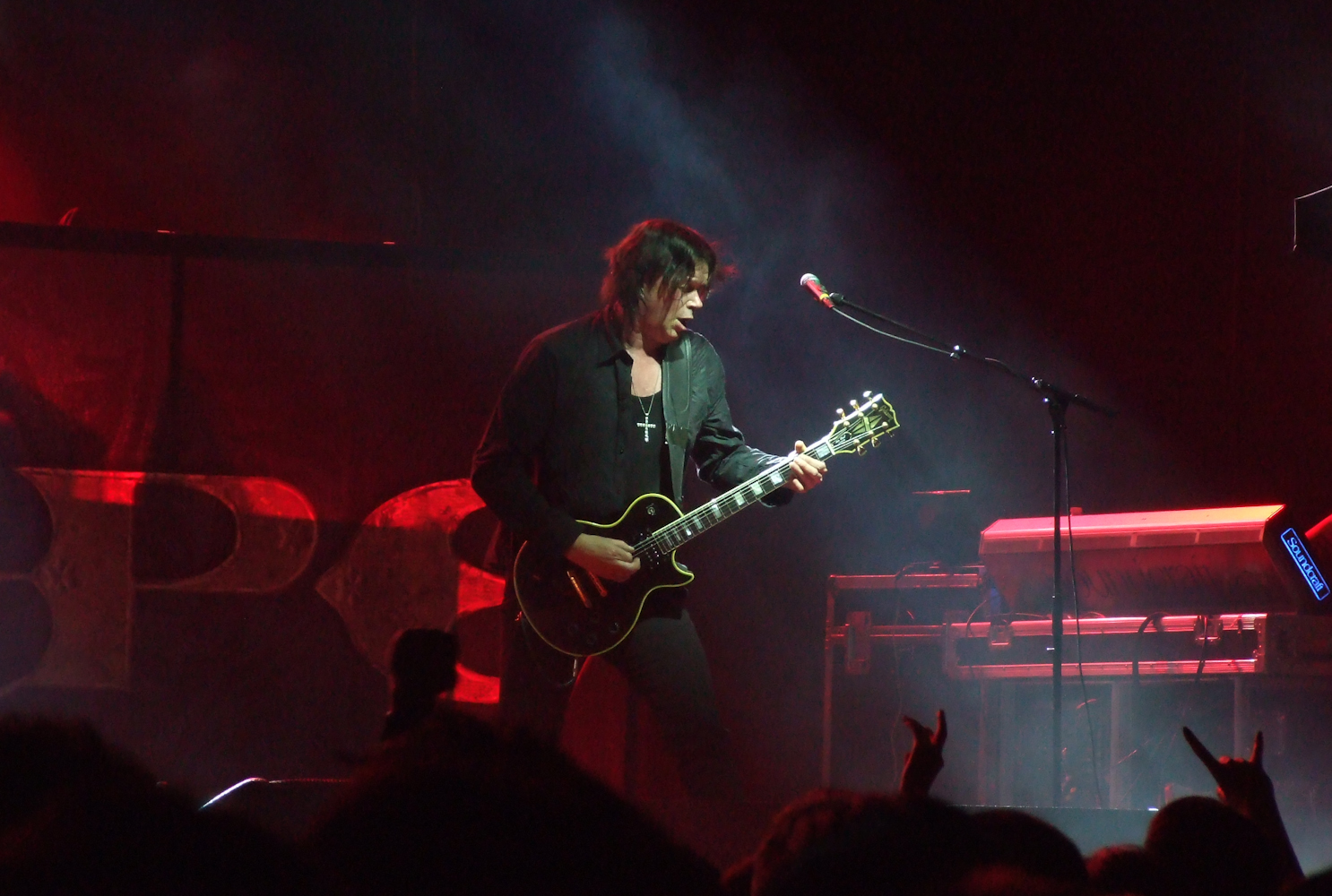
John Norum en concierto con Europe en Festivalna, Sofia, Bulgaria, 2012

El 12 de julio de 2011, Europe contrató al prestigioso productor sudafricano Kevin Shirley, como parte vital de su nuevo disco.
Al respecto, Shirley afirmó: "He sido un gran fan del trabajo de Europe por muchos años". "La banda es influyente y altamente infravalorada. No puedo esperar hacer de este álbum su más explosivo a la fecha". Las sesiones de grabación iniciaron el 3 de octubre de 2011.
El título del noveno álbum Bag of Bones fue anunciado el 24 de enero de 2012, y su fecha oficial de salida es abril de 2012. Contrariamente a la creencia popular, el nombre no está basado en el conocido libro de terror del mismo nombre de Stephen King. El baterista Ian Haugland explicó: "No se llamó 'Bag of Bones' porque todos nosotros hubiéramos perdido toneladas de peso, o porque encontráramos un nuevo interés en la arqueología o perros... Es sólo porque eso sonaba malditamente genial!"
Mientras tanto, el vocalista Joey Tempest fue más específico en su concepto: "Con 'Bag of Bones' hicimos un disco de rock duro clásico con toques de blues", y agregó, "Eso casi se siente como una 'precuela' a nuestro primer álbum, con un golpe del 2012".
Como sencillo promocional, se lanzó la canción "Not Supposed to Sing the Blues", el 9 de marzo de 2012.
Bag of Bones es el primer álbum de Europe en ingresar al UK Top 100 Albums desde  Prisoners in Paradise en 1991 (número 56) y también lo logró en el UK Top 40 Rock Albums en el número 3. El 24 de junio estuvo en un concierto en Barcelona (España) en el Palau dels Esports.

### War of Kings(2015-2016)
War of Kings es el décimo álbum de estudio de la banda sueca de hard rock Europe, producido bajo la nueva etiqueta alemana UDR Records. 
Las fechas oficiales de lanzamiento variaron dependiendo de la zona. En el Reino Unido vio la luz el 2 de marzo de 2015 y el 4 de marzo en Japón; en Europa se publicó el 6 de marzo, y finalmente el 10 del mismo mes en Estados Unidos.
Su primer sencillo, el auto titulado "War of Kings", fue lanzado previamente el 4 de febrero de 2015.  El vídeo musical fue dirigido por Patric Ullaeus y fue estrenado internacionalmente el 9 de febrero. El 16 de marzo se lanzó el segundo sencillo, titulado "Days of Rock 'n' Roll"  y el video musical respectivo fue estrenado el 27 de abril.
El vocalista Joey Tempest declaró que "War of Kings es el álbum que siempre quisimos hacer, desde que éramos niños escuchando a bandas como Led Zeppelin, Deep Purple y Black Sabbath. y después de escuchar a Dave Cobb en su increíble producción para Rival Sons simplemente tuvimos que trabajar con él. Nuestra aventura es todavía ON!"

### Walk the Earth(2017-2019)
El undécimo álbum de Europe fue denominado Walk the Earth, y fue grabado entre abril y mayo de 2017 en los legendarios Abbey Road Studios en Londres. Fue lanzado en octubre del mismo año, siendo -por lo tanto- uno de los plazos más cortos en los que la banda ha presentado nuevo material, gracias  a un periodo particularmente prolífico en la composición de canciones. Fue promocionado con un vídeo musical del tema  que le da título, dirigido una vez más por Patric Ullaeus.
Tras un último concierto en Argentina en noviembre de 2019, la banda se estaba preparando para las nuevas etapas en Europa y Estados Unidos del tour promocional del álbum, que se darían durante en año 2020, sin embargo, la pandemia, originada por el brote del Coronavirus, hizo que la banda decidiera aplazar las fechas para 2021 y luego finalmente a 2022.

### Friday Nights: Europe en la pandemia (2020-2021)
Tras aplazar las etapas de Europa y Estados Unidos del “Walk The Earth Tour”, Europe se dedicó a las redes sociales con el proyecto “Friday Nights with Europe the Band”; este proyecto se dividió en dos partes: las “Europe Exclusive Lockdown Sessions”, las cuales consistieron en 5 sesiones pregrabadas por los miembros, en sus hogares, de 5 grandes éxitos de la banda; está primera parte del proyecto culminó con dos “streamings” de los conciertos ofrecidos en el “Sweden Rock Festival” en 2013 y en el “London's Roundhouse” en 2016 respectivamente.
La segunda parte del proyecto se llevó a cabo durante 2021, donde bajo el titúlo de “Ask the Band”, los fanáticos podían hacerles preguntas directas a los miembros de la banda y estos las respondían de manera pública en sus redes oficiales.

### Regreso a los Escenarios, "Time Capsule Tour" y nuevo álbum (2022-presente)
Durante 2022, la banda retornó a los escenarios presentándose a lo largo de Europa y con una mini gira por Latinoamérica durante diciembre donde visitaron Argentina, Brasil y Chile.
En 2023 anunciaron su gira del 40 aniversario titulada “The Time Capsule” que recorrió toda Europa, Reino Unido y Asia. La gira comenzó el 21 de septiembre en Mérida, España y concluyó el 2 de febrero de 2024 en Tokio.
El 29 de septiembre la banda lanzó un nuevo sencillo titulado "Hold Your Head Up" y su vocalista, Joey Tempest comentó en entrevistas que la banda ya estaba trabajando en su duodécimo álbum de estudio.

## Miembros de la banda

### Integrantes
- Joey Tempest – vocalista principal, guitarra, teclados y piano en algunos conciertos (1979–1992, 1999, 2003–presente)
- John Norum – guitarra, coros (1979–1986, 1999, 2003–presente)
- John Levén - bajo (1981–1992, 1999, 2003–presente)
- Mic Michaeli – teclados, piano, keytar, coros, guitarra en algunos conciertos (1984–1992, 1999, 2003–presente)
- Ian Haugland – batería, percusión, coros (1984–1992, 1999, 2003–presente)

### Exintegrantes
- Tony Reno - batería, percusión (1979–1984)
- Peter Olsson - bajo (1979–1981)
- Marcel Jacob † - bajo (1981)
- Kee Marcello - guitarra, coros (1986–1992, 1999)

## Discografía

### Lista completa de los Álbumes de estudio y Recopilatorios
| Álbum                                   | Año  | Tipo             |
| --------------------------------------- | ---- | ---------------- |
| Europe                                  | 1983 | Álbum de estudio |
| Wings of Tomorrow                       | 1984 | Álbum de estudio |
| The Final Countdown                     | 1986 | Álbum de estudio |
| Out of This World                       | 1988 | Álbum de estudio |
| Prisoners in Paradise                   | 1991 | Álbum de estudio |
| Europe 1982-1992                        | 1993 | Recopilatorio    |
| Europe 1982-2000                        | 1999 | Recopilatorio    |
| Rock the Night: The Very Best of Europe | 2004 | Recopilatorio    |
| Start from the Dark                     | 2004 | Álbum de estudio |
| Secret Society                          | 2006 | Álbum de estudio |
| Last Look at Eden                       | 2009 | Álbum de estudio |
| Bag of Bones                            | 2012 | Álbum de estudio |
| War of Kings                            | 2015 | Álbum de estudio |
| Walk the Earth                          | 2017 | Álbum de estudio |